# 喜劇開場
《喜劇開場》是日本電視台於2021年4月17日至6月19日在土九時段播出的連續劇，菅田將暉主演，描繪了五個年輕人生活的群像劇。

## 登場人物

### 主要人物
- 高岩春斗：菅田將暉

搞笑短劇三人組「馬克白」的成員，負責創作段子。在高中文化祭與潤平演出短劇後立志成為喜劇演員。
- 朝吹瞬太：神木隆之介

「馬克白」的成員，金髮的前電競玩家，裝作比不過年輕玩家後退役並入團。
- 美濃輪潤平：仲野太賀

「馬克白」的成員，高中時被春斗邀請組成喜劇演員組合。

### 中濱姐妹
- 中濱里穗子：有村架純

紬的姐姐，家庭餐廳服務生，「馬克白」的忠實粉絲。
- 中濱紬：古川琴音

里穗子的妹妹，酒吧「Ibis」員工。

### 經紀人
- 楠木実籾：中村倫也

Makubes所屬藝能事務所的經紀人。

### 其他
- 岸倉奈津美：芳根京子

潤平女友，「馬克白」的命名者。
- 高岩俊春：每熊克哉

春斗的哥哥，年輕時相當有成就。
- 美濃輪弓子：木村文乃

潤平的姊姊

## 製作團隊
- 編劇：金子茂樹
- 音樂：松本晃彥
- 總製作人：池田健司
- 製作人：福井雄太、松山雅則（Total Media Communication）
- 導演：豬股隆一、金井絋（storyboard）
- 主題歌：愛繆（unBORDE）
- 制作協力：Total Media Communication
- 製作著作：日本電視台

## 播出日程
| 集數                                                                     | 播出日期 | 標題 | 導演     | 收視率 |
| ------------------------------------------------------------------------ | -------- | ---- | -------- | ------ |
| 第1話                                                                    | 4月17日  |      | 豬股隆一 | 8.9%   |
| 第2話                                                                    | 4月24日  |      | 豬股隆一 | 8.6%   |
| 第3話                                                                    | 5月1日   |      | 金井紘   | 7.5%   |
| 第4話                                                                    | 5月8日   |      | 豬股隆一 | 7.1%   |
| 第5話                                                                    | 5月15日  |      | 豬股隆一 | 7.1%   |
| 第6話                                                                    | 5月22日  |      | 金井紘   | 6.5%   |
| 第7話                                                                    | 5月29日  |      | 豬股隆一 | 6.8%   |
| 第8話                                                                    | 6月5日   |      | 豬股隆一 | 8.4%   |
| 第9話                                                                    | 6月12日  |      | 金井紘   | 7.4%   |
| 第10話                                                                   | 6月19日  |      | 猪股隆一 | 7.6%   |
| 平均視聴率7.6%（收視率由Video Research調查關東地區、家戶的即時統計資料） |          |      |          |        |

## 外部連結
- 官方网站（日語）
- 喜劇開場的X（前Twitter）（日語）
- 喜劇開場的Instagram帳戶（日語）
- 馬克白的X（前Twitter）（日語）
- 互联网电影数据库（IMDb）上《喜劇開場》的资料（英文）

| 日本 日本電視台 週六連續劇                           | 日本 日本電視台 週六連續劇                     | 日本 日本電視台 週六連續劇 |
| ---------------------------------------------------- | ---------------------------------------------- | -------------------------- |
|                                                      | 喜劇開場 （2021年4月17日－2021年6月19日）      |                            |
| Red Eyes 監視搜查組 （2021年1月23日－2021年3月27日） | Voice 110緊急指令室 （2021年7月10日－9月25日） |                            |